# Ferdinand Bilger
Ferdinand Bilger (* 6. April 1903 in Wien; † 29. März 1961) war ein österreichischer Chemiker und Maler.

## Leben und Wirken

### Familie
Er ist der Sohn des Grazer Historikers und Hochschullehrers Ferdinand Bilger (1875 bis 1949), Bruder von Margret Bilger und Cousin von Elisabeth Charlotte Mattèy. 1933 heiratete er Maria Biljan-Bilger, von der er sich später trennte. Seine zweite Frau, Rudja, traf er im französischen Exil. Mit ihr hatte er einen Sohn Sebastian. Seine dritte Frau, Emma Priska, heiratete er in den 50er Jahren, sie hatten einen Sohn Thimo (1956–1998). Am 29. März 1961 starb er durch Suizid.

### Ausbildung, wissenschaftliche Tätigkeit
Bilger studierte an der Universität Graz ab 1922 Chemie. 1925 unternahm er u. a. mit Walter Ritter eine Reise nach Ostafrika und durchquerte Abessinien. Von 1927 bis 1929 arbeitete er wissenschaftlich am medizinisch-chemischen Institut bei Fritz Pregl.  1929 nahm er eine Beschäftigung als Chemiker in einer Zuckerfabrik auf Java auf. Von 1930 bis 1937 fungierte er als wissenschaftlicher Assistent auf dem Gebiet der Mikrochemie und der Vitamin-Forschung bei Wilhelm Halden an der Universität Graz. In dieser Zeit entstanden auch Fotoreportagen und literarische Arbeiten.

### Widerstandsbewegung, Spanischer Bürgerkrieg, Aufenthalt in Frankreich
Bilger und sein Freundeskreis sah sich in Opposition zum austrofaschistischen Regime und traf sich in Künstlerzirkeln in Graz und Wien, wo man sich mit den Februarkämpfen 1934 und den Folgen befasste. Einer der Treffpunkte war Bilgers Wohnung in der Morellenfeldgasse in Graz. Bilger beteiligte sich am Aufstand des Republikanischen Schutzbundes im Februar 1934 und wurde deshalb inhaftiert.
1937 schloss er sich gemeinsam mit Charlotte Mattèy den Internationalen Brigaden im Spanischen Bürgerkrieg an, wo er sich als Chef des Hygienedienstes (Centrale Sanitaire Suisse Internationale) im Rang eines Leutnants betätigte. 1939 kam er als Emigrant nach Südfrankreich in die Gemeinden Argelès und Gurs, von wo er einer Forschungstätigkeit am Pasteur-Institut der Universität Bordeaux nachging. Nach einer neuerlichen Internierung arbeitete er im Laboratorium der Erdölraffinerie in Bordeaux.  Er widmete sich ab 1940 unter dem Einfluss Pariser Künstler handwerklichen und intensiver Maltätigkeit in Agen (Département Lot-et-Garonne) und nahm an mehreren Ausstellungen in Südfrankreich teil.

### Künstlerische Tätigkeit in Österreich
Bilger war auf Grund seines Einsatzes im spanischen Bürgerkrieg ausgebürgert worden und wurde erst auf Betreiben seines Vaters 1947 wieder eingebürgert. Bilger kam im Oktober 1947 nach Österreich zurück, lebte als freier Künstler zunächst in Wien und ab 1951 in Graz, wo er Mitglied der Sezession Graz und des Art-Club Wien wurde.
Sein künstlerisches Werk umfasst Ölgemälde, Aquarelle, Farbkreide und Gouachen. Er war einer der ersten, die in Österreich Grafiken in Siebdruck auf Stoffen und Fliesen herstellte.
Er kam zunächst beeinflusst von der Kultur Javas über Pariser Einflüsse in den Bann des Fauvismus und über noch Figuratives und Landschaftliches zur Abstraktion.

### Ausstellungen
- Ferdinand Bilger Gedächtnisausstellung, Steiermärkisches Landesmuseum Joanneum, Graz (1971)
- Moderne Kunst in dunkler Zeit, Neue Galerie Graz, 2001
- Wolfgang Denk  (Konzeption), Martin Hochleitner u. a.: Mythos Art-Club. Der Aufbruch nach 1945, Kunstvereinigung 1947 bis 1960, Kunsthalle Krems (Katalog zur Gemeinschaftsausstellung, 2003)